# Шанель Терреро
Чанель Терреро (ісп. Chanel Terrero; нар. 28 липня 1991, Гавана, Куба), відома як Шанель — іспанська та кубинська співачка, танцюристка й акторка. Представниця Іспанії на Пісенному конкурсі Євробачення 2022 з піснею «SloMo».

## Життєпис
Шанель Терреро народилася у Гавані. У віці 3 років переїхала до муніципалітету Улеза-да-Монсаррат в Каталонії.

## Дискографія

### Сингли
| Назва   | Рік  | Позиції в чартах | Сертифікат | Альбом |
| ------- | ---- | ---------------- | ---------- | ------ |
| «SloMo» | 2021 | —                | —          | —      |